# (13024) Conradferdinand
(13024) Conradferdinand ist ein Asteroid des Hauptgürtels, der am 11. Januar 1989 vom deutschen Astronomen Freimut Börngen an der Thüringer Landessternwarte Tautenburg (IAU-Code 033) in Tautenburg entdeckt wurde.
Der Asteroid wurde am 23. Mai 2000 nach dem Schweizer Dichter des Realismus Conrad Ferdinand Meyer (1825–1898) benannt, der (insbesondere historische) Novellen, Romane und Lyrik geschaffen hat.
Der Himmelskörper gehört der Vesta-Familie an, einer großen Gruppe von Asteroiden, benannt nach (4) Vesta, dem zweitgrößten Asteroiden und drittgrößten Himmelskörper des Hauptgürtels.